# Frail Words Collapse
Frail Words Collapse è un album del gruppo musicale statunitense As I Lay Dying, pubblicato nel 2003.

## Tracce
1. 94 Hours – 3:13
2. Falling Upon Deaf Ears – 2:34
3. Forever – 4:45
4. Collision – 3:13
5. Distance Is Darkness – 2:41
6. Behind Me Lies Another Fallen Soldier – 3:31
7. Undefined – 2:19
8. A Thousand Steps – 1:48
9. The Beginning – 3:31
10. Song 10 – 4:18
11. The Pain of Separation – 3:00
12. Elegy – 4:47

## Formazione
- Tim Lambesis - voce
- Evan White - chitarra
- Jasun Krebs - chitarra
- Aaron Kennedy - basso
- Jordan Mancino - batteria

## Classifiche
| Classifica (2004)         | Posizione massima |
| ------------------------- | ----------------- |
| Stati Uniti (heatseekers) | 47                |
| Stati Uniti (independent) | 30                |